# Wereldkampioenschap voetbal 1994 (kwalificatie)
147 teams schreven zich in voor de kwalificatie van het Wereldkampioenschap voetbal 1994. Gastland Verenigde Staten en titelverdediger Duitsland waren automatisch geplaatst. Voor het eerst kreeg Afrika 3 plaatsen door de goede prestaties van de teams op vorige WK's.

## Gekwalificeerde landen
Voor Europa plaatsten zich dertien ploegen voor de eindronde, vorig WK veertien. Duitsland, Italië, Ierland, Nederland, Roemenië, Spanje, België, Zweden en Rusland plaatsten zich opnieuw, Engeland, Joegoslavië, Schotland en Oostenrijk werden uitgeschakeld door respectievelijk Noorwegen, Griekenland, Zwitserland en Bulgarije. De extra afvaller was Tsjecho-Slowakije.
Voor Zuid-Amerika plaatsten zich vier landen voor het WK, evenals in 1990. Brazilië, Argentinië en Colombia plaatsten zich opnieuw, Uruguay werd uitgeschakeld door Bolivia. Afrika kreeg een extra plaats, Kameroen was er opnieuw bij, Marokko en Nigeria namen de plaats van Egypte in. In Noord-Amerika plaatste Verenigde Staten zich opnieuw, Costa Rica werd uitgeschakeld door Mexico. In Azië plaatste Zuid-Korea zich opnieuw, Saoedi-Arabië nam de plaats van de Verenigde Arabische Emiraten in.

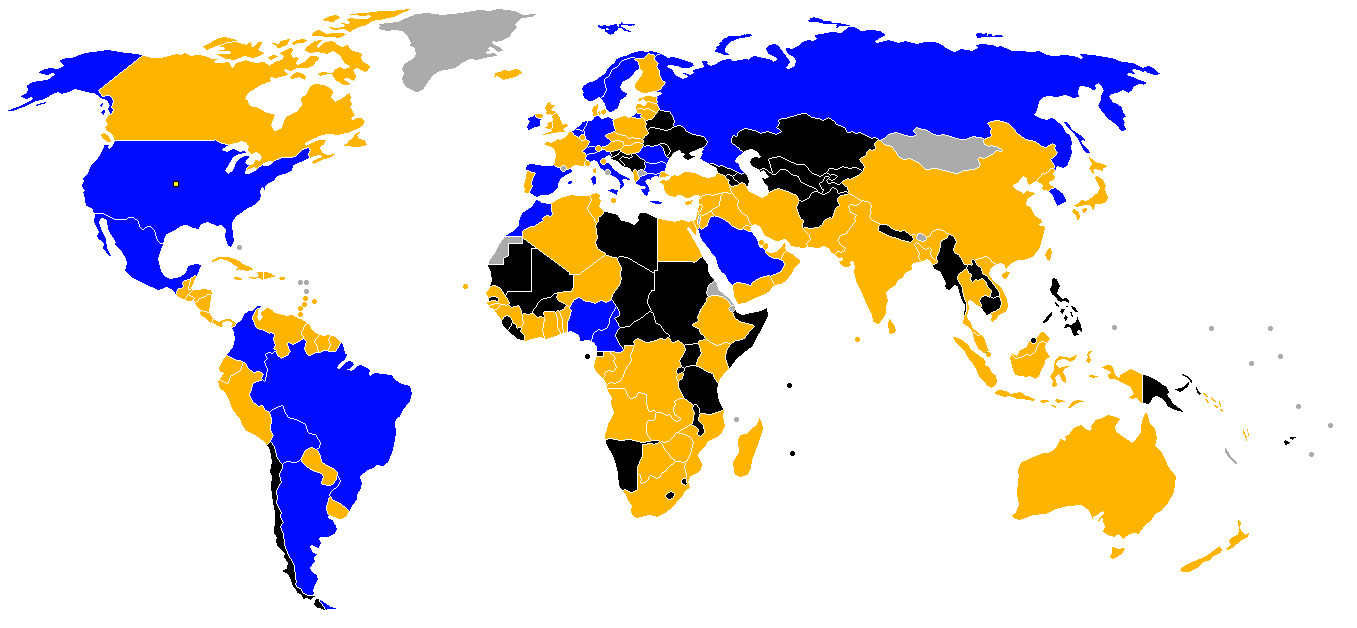
Gekwalificeerd voor het Wereldkampioenschap
Niet gekwalificeerd voor het Wereldkampioenschap
Niet ingeschreven voor de kwalificaties
Geen FIFA-lid

| FIFA-lid         | Confederatie | Kwalificatie                                       | Kwal. datum       | Aantal dln. (incl. 1994) | Dln. op rij | Eerste dln. | Laatste dln. | Titels (excl. 1994) | Beste prestatie |
| ---------------- | ------------ | -------------------------------------------------- | ----------------- | ------------------------ | ----------- | ----------- | ------------ | ------------------- | --------------- |
| Nigeria          | CAF          | Winnaar Groep 1                                    | 8 oktober 1993    | 1e                       | 1           | 1994        | n.v.t.       | n.v.t.              | n.v.t.          |
| Marokko          | CAF          | Winnaar Groep 2                                    | 10 oktober 1993   | 3e                       | 1           | 1970        | 1986         | 0                   | Achtste finale  |
| Kameroen         | CAF          | Winnaar Groep 3                                    | 10 oktober 1993   | 3e                       | 2           | 1982        | 1990         | 0                   | kwartfinale     |
| Zuid-Korea       | AFC          | Tweede finaleronde                                 | 28 oktober 1993   | 4e                       | 3           | 1954        | 1990         | 0                   | Groepsfase      |
| Saoedi-Arabië    | AFC          | Winnaar finaleronde                                | 28 oktober 1993   | 1e                       | 1           | n.v.t.      | n.v.t.       | n.v.t.              | n.v.t.          |
| Duitsland1       | UEFA         | Titelverdediger                                    | 8 juli 1990       | 13e                      | 11          | 1934        | 1990         | 3                   | Winnaar         |
| Italië           | UEFA         | Winnaar groep 1                                    | 17 november 1993  | 13e                      | 9           | 1934        | 1990         | 3                   | Winnaar         |
| Zwitserland      | UEFA         | Tweede groep 1                                     | 17 november 1993  | 7e                       | 1           | 1934        | 1966         | 0                   | Kwartfinale     |
| Noorwegen        | UEFA         | Winnaar groep 2                                    | 13 oktober 1993   | 2e                       | 1           | 1938        | 1938         | 0                   | Groepsfase      |
| Nederland        | UEFA         | Tweede groep 2                                     | 17 november 1993  | 5e                       | 2           | 1934        | 1990         | 0                   | Tweede          |
| Spanje           | UEFA         | Winnaar groep 3                                    | 17 november 1993  | 9e                       | 5           | 1934        | 1990         | 0                   | Vierde          |
| Ierland          | UEFA         | Tweede groep 3                                     | 17 november 1993  | 1e                       | 1           | n.v.t.      | n.v.t.       | n.v.t.              | n.v.t.          |
| België           | UEFA         | Winnaar groep 4                                    | 17 november 1993  | 9e                       | 4           | 1930        | 1990         | 0                   | Vierde          |
| Roemenië         | UEFA         | Tweede groep 4                                     | 17 november 1993  | 5e                       | 1           | 1930        | 1970         | 0                   | Groepsfase      |
| Rusland2         | UEFA         | Winnaar groep 5                                    | 2 juni 1993       | 1e                       | 1           | n.v.t.      | n.v.t.       | n.v.t.              | n.v.t.          |
| Griekenland      | UEFA         | Tweede groep 5                                     | 23 mei 1993       | 1e                       | 1           | n.v.t.      | n.v.t.       | n.v.t.              | n.v.t.          |
| Bulgarije        | UEFA         | Winnaar groep 6                                    | 17 november 1993  | 6e                       | 1           | 1962        | 1990         | 0                   | Vierde          |
| Zweden           | UEFA         | Tweede groep 6                                     | 10 november 1993  | 9e                       | 2           | 1934        | 1978         | 0                   | Tweede          |
| Verenigde Staten | CONCACAF     | Gastland                                           | 4 juli 1988       | 5e                       | 2           | 1930        | 1990         | 0                   | Derde           |
| Mexico           | CONCACAF     | Finaleronde 1e                                     | 9 mei 1993        | 10e                      | 1           | 1930        | 1986         | 0                   | Kwartfinale     |
| Colombia         | CONMEBOL     | Winnaar groep 1                                    | 5 september 1993  | 3                        | 2           | 1962        | 1990         | 0                   | Achtste finale  |
| Brazilië         | CONMEBOL     | Winnaar groep 2                                    | 19 september 1993 | 15                       | 15          | 1930        | 1990         | 3                   | Wereldkampioen  |
| Bolivia          | CONMEBOL     | Tweede groep 2                                     | 19 september 1993 | 3                        | 2           | 1930        | 1950         | 0                   | Groepsfase      |
| Argentinië       | CONMEBOL     | Intercontinentale play-off (CONMEBOL–OFC–CONCACAF) | 17 november 1993  | 11                       | 6           | 1930        | 1990         | 2                   | Wereldkampioen  |

## Opmerkingen
- Voor het gehele team van Zambia sloeg het noodlot toe, toen zij per vliegtuig naar een kwalificatiewedstrijd in Senegal werden gebracht, kwamen zij om het leven bij een vliegtuigongeluk in Gabon. Een heel nieuw team moest opgebouwd worden, maar ze slaagden er goed in en misten de kwalificatie slechts op 1 puntje.
- San Marino scoorde in de kwalificatiewedstrijd tegen Engeland al na 8,3 seconden, de snelste goal ooit op een WK kwalificatie, de Engelsen wonnen de wedstrijd wel met 7-1.